# Southport (Indiana)
Southport é uma cidade localizada no estado americano de Indiana, no Condado de Marion.

## Demografia
Segundo o censo americano de 2000, a sua população era de 1852 habitantes.
Em 2006, foi estimada uma população de 1731, um decréscimo de 121 (-6.5%).

## Geografia
De acordo com o United States Census Bureau tem uma área de
1,7 km², dos quais 1,7 km² cobertos por terra e 0,0 km² cobertos por água.

## Localidades na vizinhança
O diagrama seguinte representa as localidades num raio de 16 km ao redor de Southport.